# モハメド・アン＝ヌメイリ
ジャーファル・ムハンマド・アン＝ヌメイリー（アラビア語: جعفر محمد النميري, ラテン文字転写: Gaafar Muhammad an-Numeiry, 1930年1月1日 - 2009年5月30日）は、スーダンの軍人、政治家。同国の革命評議会議長、大統領（第3・5代）、首相（第9・11代）などを歴任した。

## 経歴

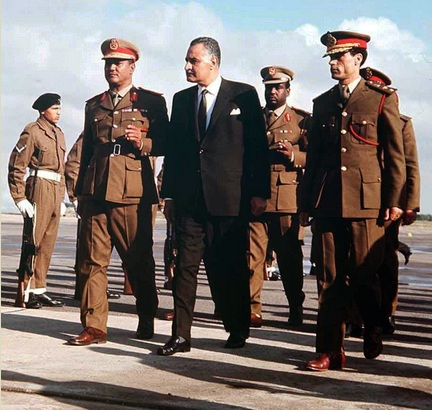
左からヌメイリ、ナセル、カダフィ（1969年）

スーダンの首都ハルツーム近郊オムドゥルマンのワド・ヌバウィ出身。父は郵便職員で曾祖父はドンゴラのワド・ヌメイリーの族長である。
1952年にスーダン軍事大学を卒業し、そこで同年にエジプトで権力を握るガマール・アブドゥン＝ナーセルの自由将校団の影響を受けた。1966年ヌメイリはカンザス州のアメリカ陸軍のレヴンワース基地のアメリカ陸軍指揮幕僚大学を卒業した。3年後ヌメイリーはイスマイール・アル＝アズハリーの文民政権を倒す軍事クーデタを指揮し、権力を握った。ヌメイリーは社会主義かつ汎アラブ主義的改革を行った。1970年にはサーディク・アル＝マフディーによるクーデターを防いだ。
同年9月にエジプトのナセル大統領が死去すると同国を訪問。弔問外交の場でナセル後のアラブ政策を検討するためにアラブ首脳会議の開催を呼び掛けるなど、アラブ諸国に存在感を示した。
1971年7月18日から22日の短期間アッタ少佐率いる共産主義者に権力を奪われるも回復して閣僚のジョセフ・ガランらスーダン共産党員を処刑してソ連の軍事顧問を追放し、中ソ対立を起こしていた中華人民共和国や西側諸国から武器の援助を受けた。9月15日の大統領選挙に98.6%の得票で当選すると10月10日に大統領に就任し、10月14日革命評議会を解散した。
1972年にエチオピアの皇帝ハイレ・セラシエ1世の仲裁でアディス・アベバ合意で17年間続いた第一次スーダン内戦を終結させた。また、エジプトのアンワル・アッ＝サーダートによるイスラエルとのキャンプ・デービッド合意を支持していたことからリビアのムアンマル・アル＝カッザーフィーとの軋轢があり、カッザーフィーをライバル視したザイールのモブツ・セセ・セコと友好的関係を築き、リビアの抜けたアラブ共和国連邦に再加盟したりした。
1981年にムスリム同胞団に接近して政策を転換した。1983年には国政にシャリーア（イスラム法）を導入し、アディスアベバ合意に反して南部スーダン政府も解散させたことなどで南部の黒人（主にアニミズム、一部キリスト教徒）の反感を買い、第二次内戦を招いた。1985年にヌメイリはアズハリ政権時代に宗教的扇動者として訴えられ、背教者とされる判決を受けていたイスラム改革主義者のマフムード・ムハンマド・ターハーの処刑を認めた。4月6日ヌメイリーはスワル・アル＝ダハーブ将軍によるクーデターで失脚し、政治生命を絶たれエジプトに亡命、カイロのヘリオポリスで過ごした。政権は翌年選挙によりかつてクーデターを首謀したイスラーム主義者のサーディク・アル＝マフディーに移った。
1999年5月にスーダンへ戻り、熱烈な歓迎を受け、彼の批判者を驚かせた。国民会議を支持し大統領選挙で9.6%の票を獲得した。
2009年5月30日に死去した。このことはスーダン政府当局者によって明らかにされた。満79歳没。

## 参照
1. ↑  ナセル後の対策動き アラブ首脳会議を ヌメイリ議長が提唱『朝日新聞』1970年10月1日夕刊 3版 1面
2. ↑  Voll, John Obert; Fluehr-Lobban, Carolyn; Lobban, Richard (1992). Historical dictionary of the Sudan. Scarecrow Press. p. 204. ISBN 9780810825475.
3. ↑  “CHINA'S INVOLVEMENT IN SUDAN: ARMS AND OIL” (英語). ヒューマン・ライツ・ウォッチ. 2018年6月26日閲覧。
4. ↑  David H. Shinn、 Joshua Eisenman『China and Africa: A Century of Engagement』251p
5. ↑  “Arms Transfers Database”. ストックホルム国際平和研究所. 2018年6月27日閲覧。
6. ↑  Reply to Chief Sudanese Negotiators
7. ↑  Libya - Government
8. ↑  Emizet Francois Kisangani、 Scott F. Bobb『Historical Dictionary of the Democratic Republic of the Congo』494頁
9. ↑  The Times, 25th of February 1977: Sudan Expetected to Join Egypt, Syria in Command
10. ↑  The Bryan Times 22nd of March 1977: Red Sea Pact
11. ↑  Munzinger-Archiv /IH-Zeitarchiv, Sudan 42/84, Zeitgeschichte